# Fissuur
Een fissuur is in de geneeskunde een kloofje, bijvoorbeeld van de huid.
Een bekende fissuur is de fissura ani, of anale kloof, dit is een spleetvormige barst in het slijmvlies, als gevolg van het passeren van harde ontlasting. Een anale kloof kan zeer pijnlijk zijn bij de stoelgang.
Ook elders in de huid kunnen fissuurtjes ontstaan, bijvoorbeeld in het eelt van de voeten, in delen van de huid die door eczeem verdikt zijn.
Een ander gebruik van de term is om een breuk in een bot aan te duiden zonder verplaatsing van de fragmenten.
Ook normale groeven en spleten in de anatomie worden soms als fissuur betiteld. Het scheidingsvlak tussen twee longkwabben wordt een fissuur genoemd, evenzo de longgrens in de borstholte en de Fissura orbitalis superior, een doorgang voor zenuwen en aderen naar de oogkas.